# Jozef Regec
Jozef Regec (* 29. března 1965 Kežmarok) je český politik, v letech 2010 až 2016 senátor za obvod č. 49 – Blansko, a bývalý československý reprezentant v silniční cyklistice.

## Vzdělání a rodina
Absolvoval trenérství na Fakultě tělesné výchovy a sportu Univerzity Karlovy. Je ženatý, má čtyři děti.

## Sportovní kariéra
V silniční cyklistice reprezentoval Československo a posléze i Českou republiku. V roce 1986 vyhrál první etapu Závodu míru v Kyjevě. Ve žlutém trikotu vedoucího jezdce pak absolvoval devět etap, celkově skončil sedmý se ztrátou minuty a 57 sekund na vítězného Olafa Ludwiga. Kyjevské etapy se jely těsně po černobylské havárii, k níž došlo pouhých 100 km od města. Radioaktivnímu spadu Regec připisuje své následné zdravotní problémy, kdy mu v roce 2005 byla odňata ledvina zasažená nádorem. Etapové vítězství na Závodě míru vybojoval také v roce 1988. Na mistrovství světa v silniční cyklistice v roce 1987 skončil v amatérském závodě jednotlivců na desátém místě. Na olympiádě 1988 byl desátý mezi jednotlivci (dosud nejlepší výsledek českého nebo slovenského jezdce) a osmý v časovce družstev.
V letech 1999–2004 působil jako trenér reprezentace. Mezi lety 2004–2006 trénoval cyklisty v zahraničním profesionálním týmu. Od roku 2006 trénuje výběr českých cyklistů pro mistrovství Evropy a světa. V letech 2010–2014 zastával post viceprezidenta Českého svazu cyklistiky.

## Politická kariéra
V komunálních volbách v roce 2006 kandidoval do zastupitelstva Černé Hory jako nestraník za KSČM, ale neuspěl. V zastupitelstvu městyse Černá Hora pak zasedal v letech 2010 až 2014.
Ve volbách 2010 se stal senátorem za obvod č. 49 – Blansko, když v obou kolech porazil bezpartijního Zdeňka Pešu za KDU-ČSL. V srpnu 2013 vystoupil z ČSSD i z jejího senátorského klubu a vstoupil do SPOZ. Té pomáhal v kampani před sněmovními volbami 2013, i když sám nekandidoval. Jako důvod odchodu z ČSSD uvedl nemožnost prosazovat své myšlenky, vyřazení ze stínové vlády a nejasné poměry ve vedení strany.
V letech 2014 až 2024 byl bez politické příslušnosti, tj. nestraníkem. Svůj mandát v obvodu č. 49 – Blansko obhajoval ve volbách do Senátu PČR v roce 2016 za Stranu soukromníků České republiky. Se ziskem 12,84 % hlasů skončil na 5. místě, do druhého kola nepostoupil a v Senátu skončil.
V lednu 2024 byl zvolen 2. místopředsedou jihomoravské krajské organizace strany PRO 2022.
Ve volbách do Evropského parlamentu v červnu 2024 kandidoval jako člen PRO 2022 na 7. místě kandidátky koalice „PRO – Jindřicha Rajchla“ (tj. PRO 2022 a SV PRO ZS). Strana však získala pouze 2,15 % hlasů, takže neuspěl.